# Мурманск (станция)
Му́рманск — железнодорожная станция Мурманского региона Октябрьской железной дороги, находящаяся в городе Мурманске Мурманской области. Одна из двух расположенных в городской черте железнодорожных станций (вторая — Комсомольск-Мурманский). К станции относятся вокзал и локомотивное депо.

## История
Первый железнодорожный вокзал Мурманска был возведен в 1916 году во время строительства Мурманской железной дороги, обогрев здания осуществлялся печами. 16 ноября 1922 года пожар уничтожил это здание, которое было обшито узкими досками.
Взамен сгоревшему вокзалу за три месяца был построен новый вокзал, вход в который венчала вывеска «Мурманск», над ней — небольшой портрет Владимира Ильича Ленина, а также серп и молот со звездой и часы с круглым циферблатом.
На территории станции был установлен колокол и площадка со скамейками. Церемония открытия второго вокзала состоялась 27 марта 1923 года. В годы Великой Отечественной войны во время битвы за Заполярье вокзал был практически уничтожен одним из налетов Люфтваффе.
В мае 1954 года был открыт третий по счёту железнодорожный вокзал. В 1959 году при помощи вертолёта был установлен 15-метровый шпиль со звездой. Вокзал стал представлять собой трёхэтажное строение бело-бирюзового цвета в стиле сталинского ампира с зеленой крышей, увенчанной шпилем с пятиконечной звездой.
В 1962 году согласно Проектному заданию на расширение и реконструкцию вокзала ст. Мурманск Кировской ж.д. архитекторов А. Н. Беркова и М. С. Фиш к основному зданию были пристроены два корпуса, в которых разместились залы ожидания.

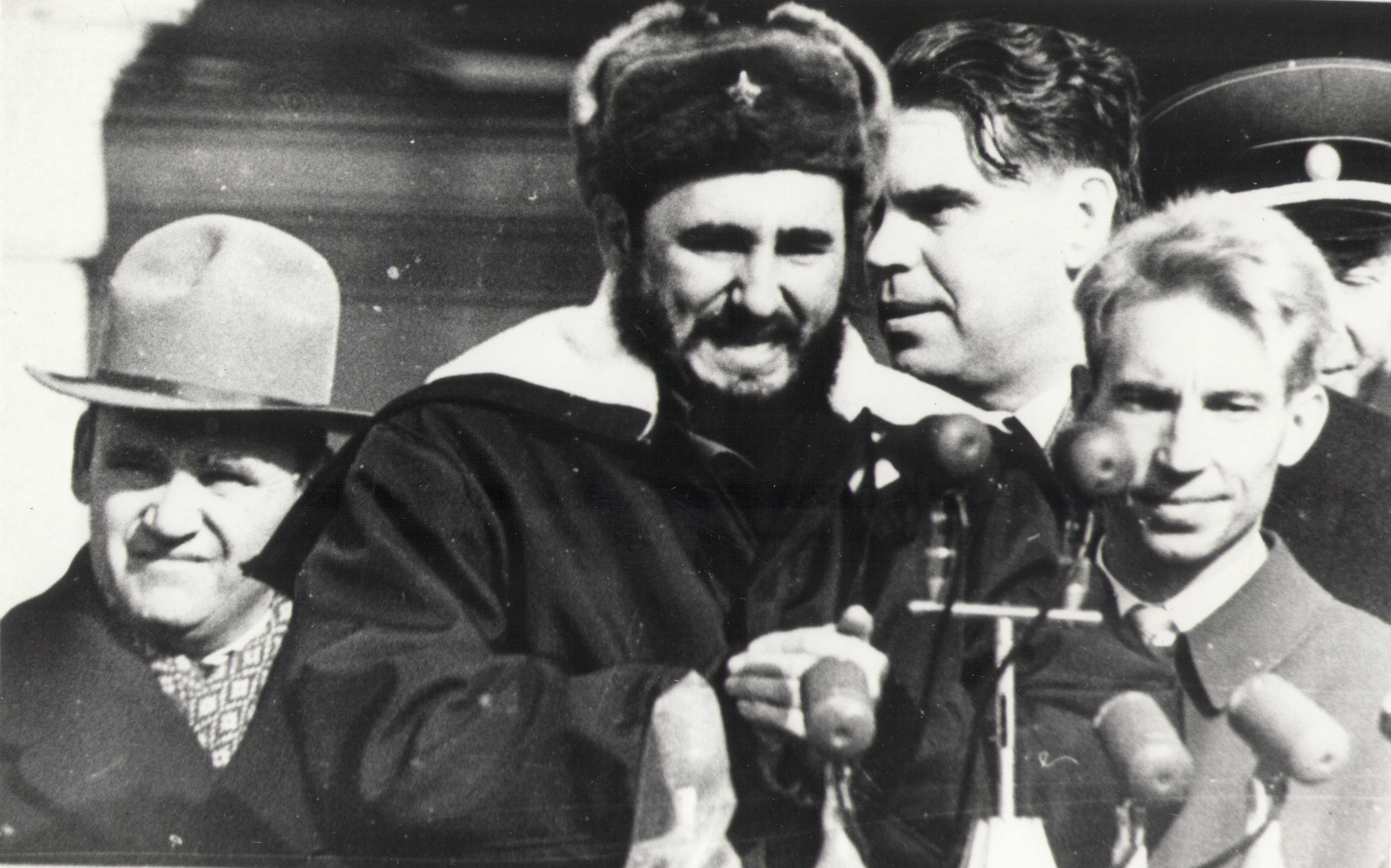
Фидель Кастро на митинге на Привокзальной площади Мурманска 27 апреля 1963 года.
Слева на фотографии секретарь Мурманского обкома КПСС В. И. Мочалов

В 1963 году Мурманский вокзал стал первым объектом в Советской России, который посетил во время своего визита в СССР лидер Кубы Фидель Кастро.

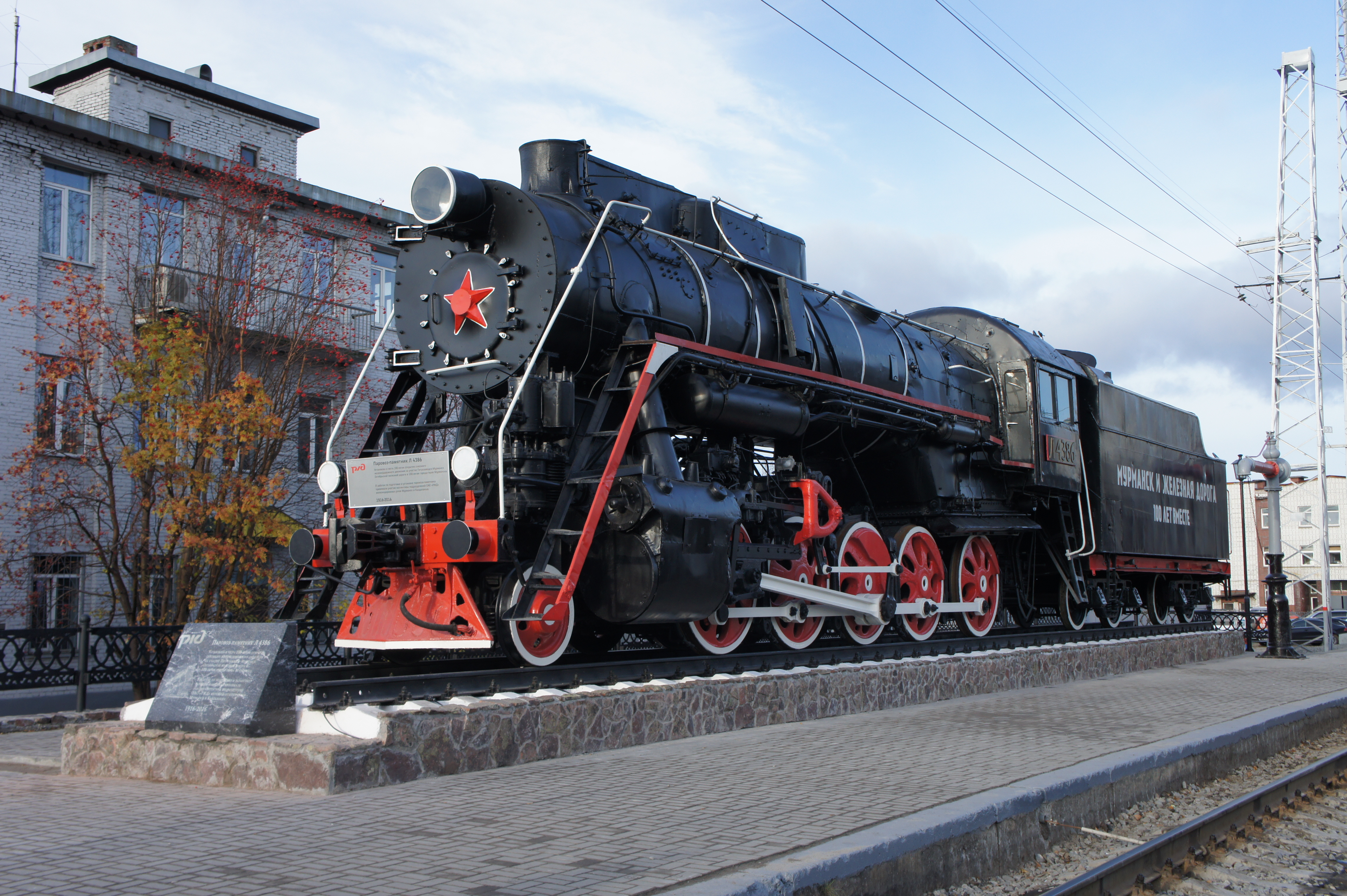
Паровоз-памятник Л 4386

В 2016 году на вокзале был установлен памятник паровозу Л с номером 4386 в честь 100-летия открытия сквозного железнодорожного движения Петрозаводск — Мурманск Октябрьской железной дороги и в честь 100-летия города-героя Мурманск.

## О станции
Станция обладает более чем 15 путями, среди которых 4 пассажирских. Со станции отправляются поезда дальнего следования в центральную часть и на юг России, а также в города ближнего зарубежья.
По грузовым путям товарные поезда проходят в Мурманский морской торговый порт, в основном загруженные углём, и на котельные (загруженные мазутом).
В 1930-е годы участок Мурманск — Лоухи первоначально был электрифицирован на постоянном токе, но в 2001 году он был переведён на переменный ток.

## Сообщение по станции
По состоянию на 2025 год по станции курсирует две пары поездов пригородного сообщения:
| Пригородное | Пригородное           | Пригородное | Пригородное           |
| № поезда    | Маршрут движения      | № поезда    | Маршрут движения      |
| ----------- | --------------------- | ----------- | --------------------- |
| 6367        | Мурманск — Кандалакша | 6368        | Кандалакша — Мурманск |
| 6369        | Мурманск — Апатиты    | 6370        | Апатиты — Мурманск    |

Дальнее
По состоянию на лето 2025 года по станции курсируют следующие поезда дальнего следования:
| Круглогодичное обращение поездов | Круглогодичное обращение поездов | Круглогодичное обращение поездов | Круглогодичное обращение поездов | Круглогодичное обращение поездов  |
| № поезда                         | Маршрут движения                 | № поезда                         | Маршрут движения                 | Вагоны беспересадочного сообщения |
| -------------------------------- | -------------------------------- | -------------------------------- | -------------------------------- | --------------------------------- |
| 11 «Двухэтажный состав»          | Мурманск — Санкт-Петербург       | 12 «Двухэтажный состав»          | Санкт-Петербург — Мурманск       |                                   |
| 15 «Арктика»                     | Мурманск — Москва                | 16 «Арктика»                     | Москва — Мурманск                | Белгород                          |
| 69                               | Мурманск — Псков                 | 70                               | Псков — Мурманск                 | Минск                             |
| 91                               | Мурманск — Москва                | 92                               | Москва — Мурманск                |                                   |
| 143                              | Мурманск — Смоленск              | 144                              | Смоленск — Мурманск              | Архангельск                       |

| Сезонное обращение поездов | Сезонное обращение поездов | Сезонное обращение поездов | Сезонное обращение поездов |
| Маршрут движения           | № поезда                   | № поезда                   | Маршрут движения           |
| -------------------------- | -------------------------- | -------------------------- | -------------------------- |
| Мурманск — Севастополь     | 183                        | 184                        | Севастополь— Мурманск      |
| Мурманск — Адлер           | 225                        | 226                        | Адлер — Мурманск           |
| Мурманск — Новороссийск    | 285                        | 286                        | Новороссийск — Мурманск    |
| Мурманск — Анапа           | 293                        | 294                        | Анапа — Мурманск           |
| Мурманск — Саратов         | 517                        | 518                        | Саратов — Мурманск         |